# Tørfisk (musikgruppe)
Tørfisk er en dansk musikgruppe - og efter eget udsagn Danmarks ældste boyband - fra Thyborøn i Vestjylland. Gruppen blev dannet i 1981 og består af de fire medlemmer Anker Hviid, Bent Kirk, Egon Kirk og Tommy Thiel Rasmussen. Bent Bro var med til at starte gruppen i 1981 og spillede med indtil sommeren 2023. Fra 1983-1995 var Henning Toft Bro også medlem af gruppen. Han var dog stadig tilknyttet gruppen flere år frem. I 2010 blev han udnævnt til biskop over Aalborg Stift. Gruppen har fået inspiration hos irsk folkemusik, mens teksterne handler om livet i Vestjylland og også ofte om hvordan livet er som fisker.
Gruppen har i tidens løb udgivet 21 album,, . Af store hits kan nævnes "Tørfisk" og ikke mindst "VLTJ", som er en fordanskning af "Poor Paddy Works on the Railway" skrevet af Henning Toft Bro. Nævnes skal også "Fuglene letter mod vinden", "Når kutteren kom ind", skrevet af Egon Kirk og "Jeg Kan Ikke Få Armene Ned" og "Lugter Lidt Af Fisk" som er skrevet af den nordjyske musiker Ib Grønbech.
"VLTJ" har med tiden opnået kultstatus og er, som en af de få sange, kendt over det meste af Danmark. Sangen "VLTJ" handler om Vemb-Lemvig-Thyborøn Jernbane.
I 1997 udgav bandet CD'en Sildetur, der indeholder sangen "Ørnen fra Herning". Sangen, der handler om Bjarne Riis' præstation i Tour de France, udkom året efter han vandt touren.

## Medlemmer[2]
- Tommy Thiel Rasmussen – vokal, guitar, harmonika, fløjter
- Anker Hviid – bouzouki, fløjte, harmonika, vokal
- Egon Kirk – banjo, mandolin, vokal
- Bent Kirk – bas, vokal

## Diskografi[1]
- 1983 Tørfisk
- 1985 Stemning
- 1987 Vestenviser og knygesang
- 1989 Saltet og Tørret
- 1990 Gretes Hits – Live
- 1991 - alt vådt fra havet..
- 1993 Tidens herrer
- 1995 Tørfisk's tørreste – og 6 helt friskfangede
- 1997 Sildetur
- 1999 Tørfisk ti
- 2001 Tørfisk tyve
- 2003 Hva' ligner det?
- 2005 Tretten travere
- 2006 Lugter lidt af fisk
- 2007 Spræl-levende live... (CD/DVD)
- 2009 Den torsk der holder munden lukket – bliver ikke fanget
- 2010 De lyse stemmers orkester (CD/DVD)
- 2011 Still going strong
- 2013 Ikke tilsat søhest
- 2015 Uimodståelig[3]
- 2017 Vi ligger vandret
- 2021 Tørfisk Fyrre
- 2025 Nye Tider